# Cynodon parviglumis
Cynodon parviglumis är en gräsart som beskrevs av Jisaburo Ohwi. Cynodon parviglumis ingår i släktet hundtandsgrässläktet, och familjen gräs. Inga underarter finns listade i Catalogue of Life.